# Championnats d'Europe de judo 1979
Navigation
Édition précédente Édition suivante
La 28e édition des championnats d'Europe de judo s'est déroulée pour les hommes les 26 et 27 mai 1979 à Bruxelles, en Belgique, en ce qui concerne les épreuves individuelles. La compétition par équipes étant organisée à Brescia, en Italie, en novembre de la même année (voir article connexe).

Toujours dissociés de l’épreuve masculine, les championnats d'Europe féminins ont eu lieu aux Pays-Bas, en avril  (voir article connexe). 

## Résultats
| Épreuves             | Or                         | Argent                    | Bronze                                            |
| -------------------- | -------------------------- | ------------------------- | ------------------------------------------------- |
| - 60 kg super-légers | Felice Mariani (ITA)       | Helmut Grobelin (FRG)     | Josef Reiter (AUT) Aramby Emizh (URS)             |
| - 65 kg mi-légers    | Nikolaï Solodoukhine (URS) | James Rohleder (FRG)      | Yves Delvingt (FRA) Nicolae Vlad (ROU)            |
| - 71 kg légers       | Neil Adams (GBR)           | Ezio Gamba (ITA)          | Günther Krueger (GDR) Evgeny Babanov (URS)        |
| - 78 kg mi-moyens    | Harald Heinke (GDR)        | Shota Khabareli (URS)     | Adam Adamczyk (POL) Mihalache Toma (ROU)          |
| - 86 kg moyens       | Jürg Röthlisberger (SUI)   | Slavko Obadov (YUG)       | Detlef Ultsch (GDR) Endre Kiss (HUN)              |
| - 95 kg mi-lourds    | Tengiz Khubuluri (URS)     | Robert Van de Walle (BEL) | Günter Neureuther (FRG) Robert Köstenberger (AUT) |
| + 95 kg lourds       | Jean-Luc Rougé (FRA)       | Vitaly Kuznetsov (URS)    | Peter Adelaar (NED) Imre Varga (HUN)              |
| Toutes catégories    | Alexey Tyurin (URS)        | Angelo Parisi (FRA)       | Paul Radburn (GBR) Robert Van de Walle (BEL)      |

## Tableau des médailles
| Rang | Nation               | Or | Argent | Bronze | Total |
| ---- | -------------------- | -- | ------ | ------ | ----- |
| 1    | Union soviétique     | 3  | 2      | 2      | 7     |
| 2    | France               | 1  | 1      | 1      | 3     |
| 3    | Italie               | 1  | 1      | 0      | 2     |
| 4    | Allemagne de l'Est   | 1  | 0      | 2      | 3     |
| 5    | Royaume-Uni          | 1  | 0      | 1      | 2     |
| 6    | Suisse               | 1  | 0      | 0      | 1     |
| 7    | Allemagne de l'Ouest | 0  | 2      | 1      | 3     |
| 8    | Belgique             | 0  | 1      | 1      | 2     |
| 9    | Yougoslavie          | 0  | 1      | 0      | 1     |
| 10   | Roumanie             | 0  | 0      | 2      | 2     |
| 10   | Autriche             | 0  | 0      | 2      | 2     |
| 10   | Hongrie              | 0  | 0      | 2      | 2     |
| 13   | Pays-Bas             | 0  | 0      | 1      | 1     |
| 13   | Pologne              | 0  | 0      | 1      | 1     |
|      |                      | 8  | 8      | 16     | 32    |

## Sources
- Podiums complets sur le site JudoInside.com.

- Podiums complets sur le site alljudo.net.

- Podiums complets sur le site Les-Sports.info.